# Ли Кэцян
Ли Кэця́н (кит. трад. 李克強, упр. 李克强, пиньинь Lǐ Kèqíang; 3 июля 1955, Хэфэй — 27 октября 2023, Шанхай) — китайский государственный и политический деятель, член Постоянного комитета Политбюро ЦК КПК (2007—2022). Премьер Государственного совета КНР — глава китайского правительства с 2013 по 2023 год.
Вместе с Си Цзиньпином его относят к пятому поколению руководителей Китая.

## Биография

### Ранние годы
Родился 1 июля 1955 года в уезде Динъюань провинции Аньхой. Его отец — Ли Фэнсань был местным чиновником. В 1974 году, во время Культурной революции, Ли окончил среднюю школу, и был направлен в бригаду Дунлин колхоза Дамяо в уезде Фэнъян провинции Аньхой. В ноябре 1976 года вступил в Коммунистическую партию Китая и стал секретарём партийной ячейки бригады, получил звание «Выдающейся личности в изучении учения Мао Цзэдуна».
В 1978 году Ли поступил на юридический факультет Пекинского университета, где учился до 1982 года (бакалавр в области законодательства), был председателем студенческого совета университета. С февраля 1982 года — секретарь комитета комсомола Пекинского университета.

### Коммунистический союз молодёжи Китая
В 1983—1985 годах занимал должность руководителя Департамента Коммунистического союза молодёжи Китая по делам учебных заведений, одновременно являясь ответственным секретарём Всекитайского союза студентов, а также кандидатом в члены секретариата Центрального комитета Коммунистического союза молодёжи Китая (первым секретарём комсомола с 1984 года станет Ху Цзиньтао). В 1985—1993 годах — член Секретариата Центрального комитета Коммунистического союза молодёжи Китая, заместитель председателя Всекитайской федерации молодёжи.
С 1988 по 1995 год обучался в магистратуре экономического института Пекинского университета, где получил степень доктора экономических наук. (Профессор К. Браун впоследствии отмечал, что эта его работа, посвящённая развитию полугородов (semi-urban) — явно повлияла на взгляд Ли на политические и экономические приоритеты.) Научным руководителем Ли Кэцяна был экономист Ли Инин, имеющий прозвище «мистер фондовый рынок». В сентябре—ноябре 1991 года учился в Центральной партийной школе при ЦК КПК. С марта 1993 по июнь 1998 года — первый секретарь Секретариата Центрального комитета Коммунистического союза молодёжи Китая 13-го созыва, по совместительству — ректор Политического института молодёжи Китая. В 1993—1998 годах также член комитета по внутренним делам и юстиции ВСНП 8-го созыва.
Впоследствии его причисляют к «туаньпай» — неформальному объединению внутри КПК, состоящему из бывших функционеров китайского комсомола.

### Деятельность в провинциях
С июня 1998 по декабрь 2004 года Ли Кэцян занимал различные руководящие должности в провинции Хэнань: в 1998—2002 годах — заместитель секретаря комитета КПК провинции, в 1998—2003 году — исполняющий обязанности губернатора, губернатор провинции (был самым молодым губернатором Китая, ему тогда было 43 года), в 2003—2004 годах — секретарь комитета КПК провинции и председатель Постоянного комитета Собрания народных представителей провинции.
Ли Кэцяну досталась одна из самых перенаселённых, бедных и проблемных провинций Китая. Ли не тратил время на отдельные проекты, а занялся поиском комплексного решения проблемы экономического роста провинции. Ему удалось сделать провинцию привлекательной для инвестиций. Если в 1990-х годах провинция Хэнань занимала 28-е место в Китае по ВВП, то в 2004 году, когда Ли покинул провинцию — 18-е. Ко времени его работы в Хэнань относится скандал с незаконной торговлей кровью, из-за которой СПИДом заразились десятки тысяч человек.
В 2004 году он был переведён в провинцию Ляонин, где с декабря 2004 по октябрь 2007 года (XVII съезд КПК) занимал должность главы парткома провинции и председателя постоянного комитета её законодательного собрания. В провинции Ляонин Ли Кэцян реализовал проект «Пять точек в одной линии», заключающийся в объединении портов Далянь, Даньдун и других в единую транспортную сеть для улучшения товарооборота. Многое сделал для решения жилищной проблемы.
По словам политического обозревателя Ху Синдоу, Ли Кэцян прошёл отличную школу в провинции Хэнань, которую занимают преимущественно сельскохозяйственные районы, а также провинции Ляонин, где восстанавливаются старые промышленные базы.
К XVII съезду КПК Ли Кэцян указывался вместе с Си Цзиньпином главными претендентами на преемничество Ху Цзиньтао, запланированное на 2012 год (XVIII съезд КПК).

### Работа в Центральном правительстве
Ли Кэцян с 1997 года был членом Центрального комитета Компартии Китая (с 15-го созыва), а с 2007 года, минуя ступень членства в Политбюро ЦК КПК — сразу членом Постоянного комитета Политбюро ЦК КПК (с 17-го созыва); в 1993—1998 годах был членом Постоянного комитета Всекитайского собрания народных представителей 8-го созыва.
17 марта 2008 года на съезде Всекитайского собрания народных представителей 11-го созыва Ли Кэцян был назначен первым вице-премьером Госсовета КНР. На этом посту он отвечал за развитие и реформы, энергетику, строительство и здравоохранение. Пост первого вице-премьера, а также второе место в Постоянном комитете Политбюро ЦК КПК позволили с уверенностью считать Ли Кэцяна преемником Вэнь Цзябао на посту премьера Госсовета КНР.
«У него репутация человека, который заботится о бедных. Многие называют это результатом скромного воспитания», — отмечало Би-би-си.

### Премьер Госсовета КНР
15 марта 2013 года на I съезде Всекитайского собрания народных представителей (ВСНП) 12-го созыва Ли Кэцян был назначен премьером Госсовета КНР — главой правительства Китая.
Сo вступлением в должность, Ли Кэцян выступил с заявлением о том, что Госсовет КНР откажется от трети функций в пользу общества и рынка, так как, по его словам, ведомства контролируют и принимают решения по слишком большому количеству вопросов.
«The Economist» отмечая слабость экономики Китая первых месяцев 2013 года приводит слова Ли Кэцяна, сказанные в июне: «Для достижения экономических целей текущего года недостаточно политики стимулирования или прямых государственных инвестиций — необходимо положиться на рыночные механизмы… Мы должны возродить частные инвестиции и расходы с помощью дерегулирования и других реформ».
18 марта 2018 года депутаты первой сессии Всекитайского собрания народных представителей (ВСНП) 13-го созыва переизбрали Ли Кэцяна на второй срок в должности премьера Госсовета КНР — главы правительства Китая. Его кандидатуру поддержали 2964 депутатов парламента, двое депутатов проголосовали против. Кандидатура Ли Кэцяна была предложена председателем КНР Си Цзиньпином — главой государства.
В 2021 году на открытии ежегодной сессии парламента премьер Госсовета Ли Кэцян предложил постепенно, с 2021 по 2025 год, увеличивать пенсионный возраст.
По замечанию китаеведа Александра Габуева, «Ли представляет интересы своего патрона Ху Цзиньтао и многочисленных выходцев из китайского комсомола (Ху и Ли возглавляли эту структуру в 1980-е гг.)».

### Смерть
Скончался в 14:10 (по местному времени) 27 октября 2023 года от внезапного сердечного приступа, когда плавал в бассейне, находясь в отпуске в Шанхае. В журнале Standard сообщалось, что фактором, способствующим этому, было длительное применение препаратов против отторжения после трансплантации печени. Газета South China Morning Post сообщила, что политик также перенёс операцию аортокоронарного шунтирования.

## Личная жизнь
Ли Кэцян был женат на Чэн Хун, которая работает профессором в Столичном университете экономики и бизнеса в Пекине. Имел дочь.

## Отзывы
«Молодой человек, вечно читающий книги», — так характеризовали Ли Кэцяна его сверстники, работавшие вместе с ним в деревнях по комсомольской линии. Он стал одним из первых студентов престижного факультета права Пекинского университета, восстановленного после «Культурной революции», уже тогда выделялся среди студентов своим независимым мышлением, красноречием и остроумием. Известно, что он отказался проходить стажировку в США, чтобы быть комсомольцем.
Входил в список самых влиятельных людей мира по версии издания Forbes. В 2018 году занял 15-е место рейтинга.

## Награды
- Орден Пакистана 1 класса (Nishan-e-Pakistan) (2013)[23]
- Золотая медаль Парламента Греции (2014)[24]
- Почётный гражданин Белграда (2014, Сербия)[25]